# 1988年夏季奥林匹克运动会文莱代表团
文莱首次参加奥运会是在韩国首尔举行的1988年夏季奥运会。该国派出了一名官员，但没有运动员。八年后，也就是1996年奥运会上，文莱运动员才首次参加奥运会。